# 源道寺站
源道寺站（日语：／ Gendōji eki */?）是位於靜岡縣富士宮市源道寺町，東海旅客鐵道（JR東海）的身延線車站。車站編號是CC05。

## 歷史
- 1930年（昭和5年）12月25日：富士身延鐵道開設源道寺停留場[1]。為旅客車站[1]。
- 1938年（昭和13年）10月1日：富士身延鐵道借給鐵道省使用，成為身延線[2]。同時升級至源道寺站[1]。
- 1941年（昭和16年）5月1日：富士身延鐵道正式國有化[2]。
- 1971年（昭和46年）3月1日：結束行李起卸業務[1]。
- 1983年（昭和58年）4月10日：成為無人車站。
- 1987年（昭和62年）4月1日：伴隨國鐵分割民營化，車站由東海旅客鐵道（JR東海）營運[1]。
- 1999年（平成11年）3月：車站大樓撤走，新設候車室。
- 2010年（平成22年）3月13日：此站開始可以使用IC卡「TOICA」[3]。

## 車站構造
車站是一座地面車站，設有2面2線的相對式月台。車站南邊為1號月台（下行月台），北邊為2號月台（上行月台）。月台中間會跨過弓澤川。
月台西邊設有源道寺平交道，東邊設有塚田平交道。車站出入口位於平交道附近，並直接連接車站月台，此站沒有車站大樓。此站沒有跨線橋，如需要前往對面月台，需要使用站外平交道。
此站是由富士宮站管理的無人車站。
在車站啟用當初，此站設有車站大樓，位於1號月台靠近富士宮一方，大樓為一座小型木造建築物。在1999年（平成11年），車站大樓被撤走，並在原址興建簡單的候車室。此站沒有自動售票機，因此站內不能購買車票。

### 月台
| 月台 | 路線   | 上下行 | 方向           |
| ---- | ------ | ------ | -------------- |
| 1    | 身延線 | 下行   | 身延、甲府方向 |
| 2    | 身延線 | 上行   | 富士方向       |

## 使用狀況
以下為近年1日乘車人次列表：
| 乘車人次變化 | 乘車人次變化     | 乘車人次變化 |
| 年度         | 1日平均 乘車人次 |              |
| ------------ | ---------------- | ------------ |
| 1993年       | 615              |              |
| 1994年       | 699              |              |
| 1995年       | 716              |              |
| 1996年       | 708              |              |
| 1997年       | 680              |              |
| 1998年       | 650              |              |
| 1999年       | 651              |              |
| 2000年       | 676              |              |
| 2001年       | 不明             |              |
| 2002年       | 不明             |              |
| 2003年       | 不明             |              |
| 2004年       | 不明             |              |
| 2005年       | 不明             |              |
| 2006年       | 不明             |              |
| 2007年       | 不明             |              |
| 2008年       | 不明             |              |
| 2009年       | 不明             |              |
| 2010年       | 694              |              |
| 2011年       | 717              |              |
| 2012年       | 741              |              |
| 2013年       | 778              |              |
| 2014年       | 744              |              |
| 2015年       | 758              |              |
| 2016年       | 775              |              |
| 2017年       | 823              |              |
| 2018年       | 822              |              |

## 車站周邊
車站位於富士宮市的郊外位置（舊富士宮地區）。車站附近較多住宅。在靠近富士根一方設有站前迴旋路。
在車站中間流過的弓澤川以南約1公里處設有潤井川，沿該河川向富士根站前進會設有東京製紙、王子特殊紙東海工場富士宮製造所等許多製紙工場。

## 相鄰車站
東海旅客鐵道（JR東海）
 身延線
富士根（CC04）－源道寺（CC05）－富士宮（CC06）

## 注腳
1. 1 2 3 4 5  『停車場変遷大事典 国鉄・JR編 2』 JTB、1998年
2. 1 2  『停車場変遷大事典 国鉄・JR編 1』 JTB、1998年
3. ↑   (PDF) (新闻稿). 東海旅客鉄道. 2009-12-21  [2020-12-19]. （原始内容 (PDF)存档于2020-12-19） （日语）.
4. ↑  東海旅客鐵道編 『東海旅客鉄道20年史』 東海旅客鐵道、2007年
5. 1 2  用車站時間表的方向資訊。詳情參見JR東海官方網站的各站時間表 （页面存档备份，存于）（截至2015年1月）。
6. ↑  「靜岡縣統計年鑑」